# Copa Roca 1922
La Copa Roca 1922 fue un torneo amistoso de fútbol jugado entre la selección brasileña y la selección argentina el 22 de octubre de 1922. 
En este partido, la selección brasileña se vio obligada a alinear un equipo considerado B, ya que la selección absoluta estaba compitiendo en el Campeonato Sudamericano 1922 en Río de Janeiro. El equipo estaba formado básicamente por jugadores que militaban en equipos de São Paulo.
Era la primera vez que Brasil jugaba en São Paulo y también fuera de Río de Janeiro. La AFA y la FIFA no consideran que se trate de un partido entre la selección absoluta de Argentina y de Brasil y no lo cuentan en el historial de partidos entre ambas como oficial.  Esta fue la primera vez que se hizo una sustitución en un partido de Brasil cuando Leite de Castro salió lesionado.

## Reglamento
Sólo hubo un partido y se jugó en suelo brasileño, en el Estadio Palestra Itália de la ciudad de São Paulo, el 22 de octubre de 1922. El vencedor del partido sería declarado campeón de la Copa Roca 1922.

## Partido
A los tres minutos de juego, Leite de Castro tuvo que abandonar tras chocar su cabeza con la del defensa argentino Celli. En su lugar entró Brasileiro. Fue la primera sustitución en un partido de la selección brasileña. En el minuto 17, Francia disparó, el portero brasileño Mesquita paró y Chiesa aprovechó el rechace. 0-1.
En la segunda parte, Brasileiro asistió a Gambarotta, que disparó, pero el balón se desvió en Celli antes de entrar en la portería argentina. 1 a 1. Otro pase de Brasileiro a Gambarotta. 2 a 1.

## Resultado
| 1     | POR   | Mesquita        |  |
|       | DEF   | Pedro Grané     |  |
|       | DEF   | Clodô           |  |
|       | DEF   | Francisco Abate |  |
|       | MED   | Nesi            |  |
|       | MED   | Faragassi       |  |
|       | MED   | Zezé            |  |
|       | MED   | Leite de Castro |  |
|       | DEL   | Gambarotta      |  |
|       | DEL   | Tepet           |  |
|       | DEL   | Osses           |  |
| D. T. | D. T. | Netto           |  |

| 1     | POR   | Américo Tesorieri  |  |
|       | DEF   | Adolfo Celli       |  |
|       | DEF   | Ángel Médici       |  |
|       | MED   | Pedro Castoldi     |  |
|       | MED   | Alfredo Chabrolín  |  |
|       | MED   | Emilio Solari      |  |
|       | DEL   | José Bruno Gaslini |  |
|       | DEL   | Ángel Chiesa       |  |
|       | DEL   | Marcelo de Césari  |  |
|       | DEL   | Juan Francia       |  |
|       | DEL   | Júlio Rivet        |  |
| D. T. | D. T. | Américo Tesorieri  |  |

| 55'; 70' | Gambarotta | 2:1 |

| 17' | Ángel Chiesa | 0:1 |

| 1     | POR   | Mesquita        |  |
|       | DEF   | Pedro Grané     |  |
|       | DEF   | Clodô           |  |
|       | DEF   | Francisco Abate |  |
|       | MED   | Nesi            |  |
|       | MED   | Faragassi       |  |
|       | MED   | Zezé            |  |
|       | MED   | Leite de Castro |  |
|       | DEL   | Gambarotta      |  |
|       | DEL   | Tepet           |  |
|       | DEL   | Osses           |  |
| D. T. | D. T. | Netto           |  |

| 1     | POR   | Américo Tesorieri  |  |
|       | DEF   | Adolfo Celli       |  |
|       | DEF   | Ángel Médici       |  |
|       | MED   | Pedro Castoldi     |  |
|       | MED   | Alfredo Chabrolín  |  |
|       | MED   | Emilio Solari      |  |
|       | DEL   | José Bruno Gaslini |  |
|       | DEL   | Ángel Chiesa       |  |
|       | DEL   | Marcelo de Césari  |  |
|       | DEL   | Juan Francia       |  |
|       | DEL   | Júlio Rivet        |  |
| D. T. | D. T. | Américo Tesorieri  |  |

| 55'; 70' | Gambarotta | 2:1 |

| 17' | Ángel Chiesa | 0:1 |

| 1     | POR   | Mesquita        |  |
|       | DEF   | Pedro Grané     |  |
|       | DEF   | Clodô           |  |
|       | DEF   | Francisco Abate |  |
|       | MED   | Nesi            |  |
|       | MED   | Faragassi       |  |
|       | MED   | Zezé            |  |
|       | MED   | Leite de Castro |  |
|       | DEL   | Gambarotta      |  |
|       | DEL   | Tepet           |  |
|       | DEL   | Osses           |  |
| D. T. | D. T. | Netto           |  |

| 1     | POR   | Américo Tesorieri  |  |
|       | DEF   | Adolfo Celli       |  |
|       | DEF   | Ángel Médici       |  |
|       | MED   | Pedro Castoldi     |  |
|       | MED   | Alfredo Chabrolín  |  |
|       | MED   | Emilio Solari      |  |
|       | DEL   | José Bruno Gaslini |  |
|       | DEL   | Ángel Chiesa       |  |
|       | DEL   | Marcelo de Césari  |  |
|       | DEL   | Juan Francia       |  |
|       | DEL   | Júlio Rivet        |  |
| D. T. | D. T. | Américo Tesorieri  |  |

| 55'; 70' | Gambarotta | 2:1 |

| 17' | Ángel Chiesa | 0:1 |

| 1     | POR   | Mesquita        |  |
|       | DEF   | Pedro Grané     |  |
|       | DEF   | Clodô           |  |
|       | DEF   | Francisco Abate |  |
|       | MED   | Nesi            |  |
|       | MED   | Faragassi       |  |
|       | MED   | Zezé            |  |
|       | MED   | Leite de Castro |  |
|       | DEL   | Gambarotta      |  |
|       | DEL   | Tepet           |  |
|       | DEL   | Osses           |  |
| D. T. | D. T. | Netto           |  |

| 1     | POR   | Américo Tesorieri  |  |
|       | DEF   | Adolfo Celli       |  |
|       | DEF   | Ángel Médici       |  |
|       | MED   | Pedro Castoldi     |  |
|       | MED   | Alfredo Chabrolín  |  |
|       | MED   | Emilio Solari      |  |
|       | DEL   | José Bruno Gaslini |  |
|       | DEL   | Ángel Chiesa       |  |
|       | DEL   | Marcelo de Césari  |  |
|       | DEL   | Juan Francia       |  |
|       | DEL   | Júlio Rivet        |  |
| D. T. | D. T. | Américo Tesorieri  |  |

| 55'; 70' | Gambarotta | 2:1 |

| 17' | Ángel Chiesa | 0:1 |

| Bandera de Brasil |
| Campeón Brasil    |
| 2.do Título       |

## Goles
| Futbolista   | Selección | Goles |
| ------------ | --------- | ----- |
| Gambarotta   | Brasil    | 2     |
| Ángel Chiesa | Argentina | 1     |

## Asistentes
| Jugador    | Selección | Asistente |
| ---------- | --------- | --------- |
| Brasileiro | Brasil    | 2         |